# Jurij Apuchtin

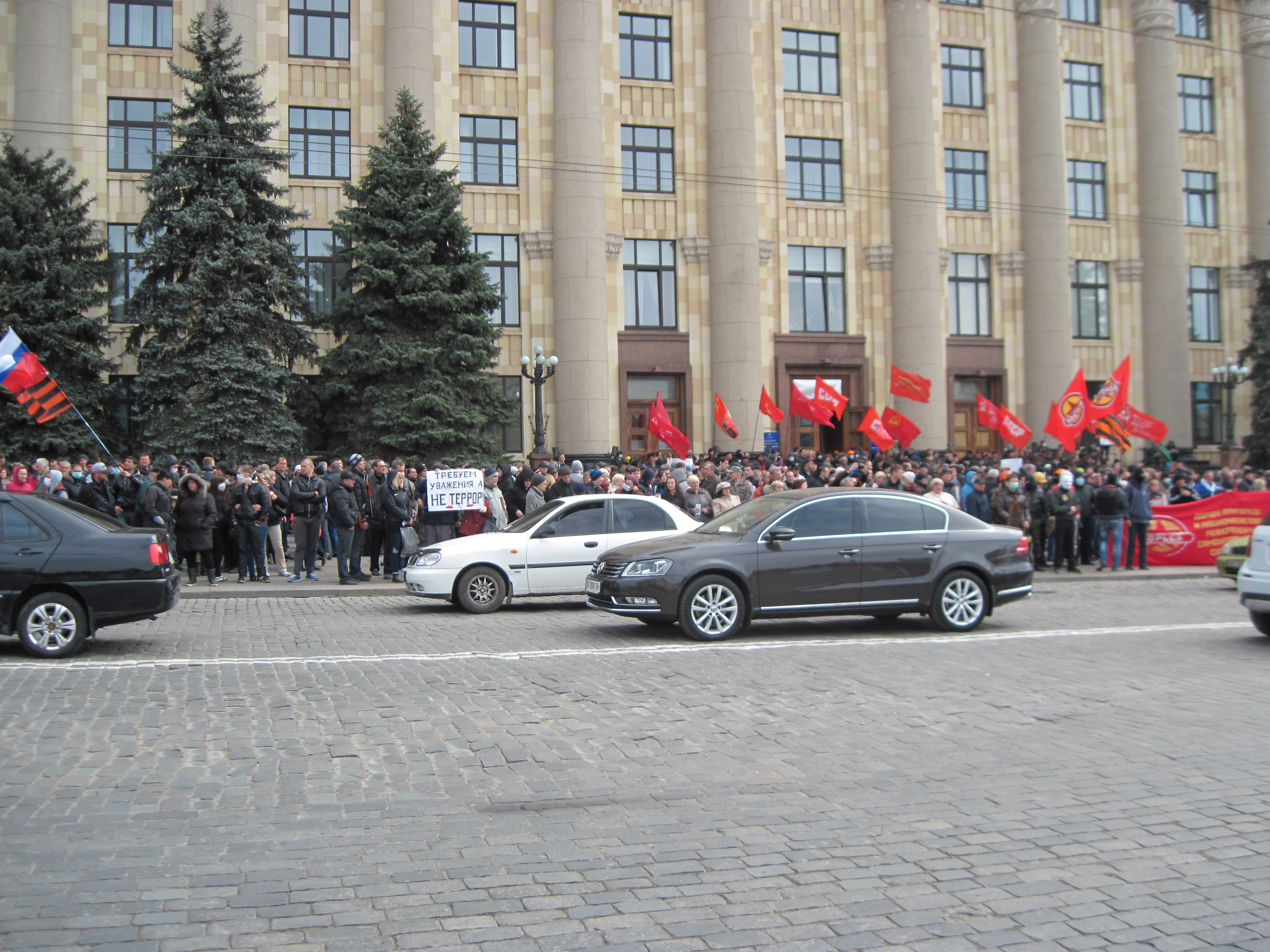
Protestujący separatyści zajmujący budynek Charkowskiej Obwodowej Administracji Państwowej 7 kwietnia 2014

Flaga Charkowskiej Republiki Ludowej, której gubernatorem był Apuchtin

Jurij Michajłowicz Apuchtin (ukr. Юрiй Михайлович Апухтін, ros. Юрий Михайлович Апухтин; ur. 1948 w obwodzie kurskim) – ukraiński działacz polityczny, samorządowiec i inżynier, od 7 do 8 kwietnia 2014 samozwańczy ludowy gubernator Charkowskiej Republiki Ludowej.

## Życiorys
Ukończył dwa kierunki studiów, uzyskał stopień kandydata nauk technicznych i ekonomicznych. Autor publikacji dotyczących m.in. systemów kontroli czołgów. Przez 24 lata pracował jako inżynier w biurze projektów mechanicznych w Charkowie im. Morozowa. Od 1995 zasiadał w radzie obwodu charkowskiego, wypowiadał się jako zwolennik zjednoczenia Ukrainy z Rosją.
Od 2013 zaangażowany tzw. Anty-Euromajdanu i następnie protesty separatystyczne. Został przywódcą prorosyjskich stowarzyszeń „Wielka Ruś” i „Południowy Wschód”, zabiegał o przeprowadzenie na tym terenie referendum dotyczącego federalizacji Ukrainy. 7 kwietnia 2014 ogłosił się ludowym gubernatorem Charkowskiej Republiki Ludowej, a jego zwolennicy opanowali siedzibę miejscowej administracji obwodowej, deklarując niepodległość tego bytu. Jednakże już kolejnego dnia budynek został odbity, a większość uczestników wystąpień aresztowana. 30 kwietnia lub 1 maja 2014 Apuchtin został schwytany przez ukraińskie służby pod zarzutem organizowania zamieszek i naruszania konstytucyjnego porządku. W tym samym miesiącu wypuszczono go na wolność po wpłaceniu kaucji przez Olega Cariowa, jednak ponownie aresztowano go w grudniu 2014. W maju 2017 został skazany na karę sześciu lat więzienia przez sąd w Charkowie, jednak w grudniu 2017 w drugiej instancji uwolniono od części zarzutów. Zwolniony 27 grudnia 2017, według niektórych źródeł w ramach wymiany więźniów.